# Västgötaspets

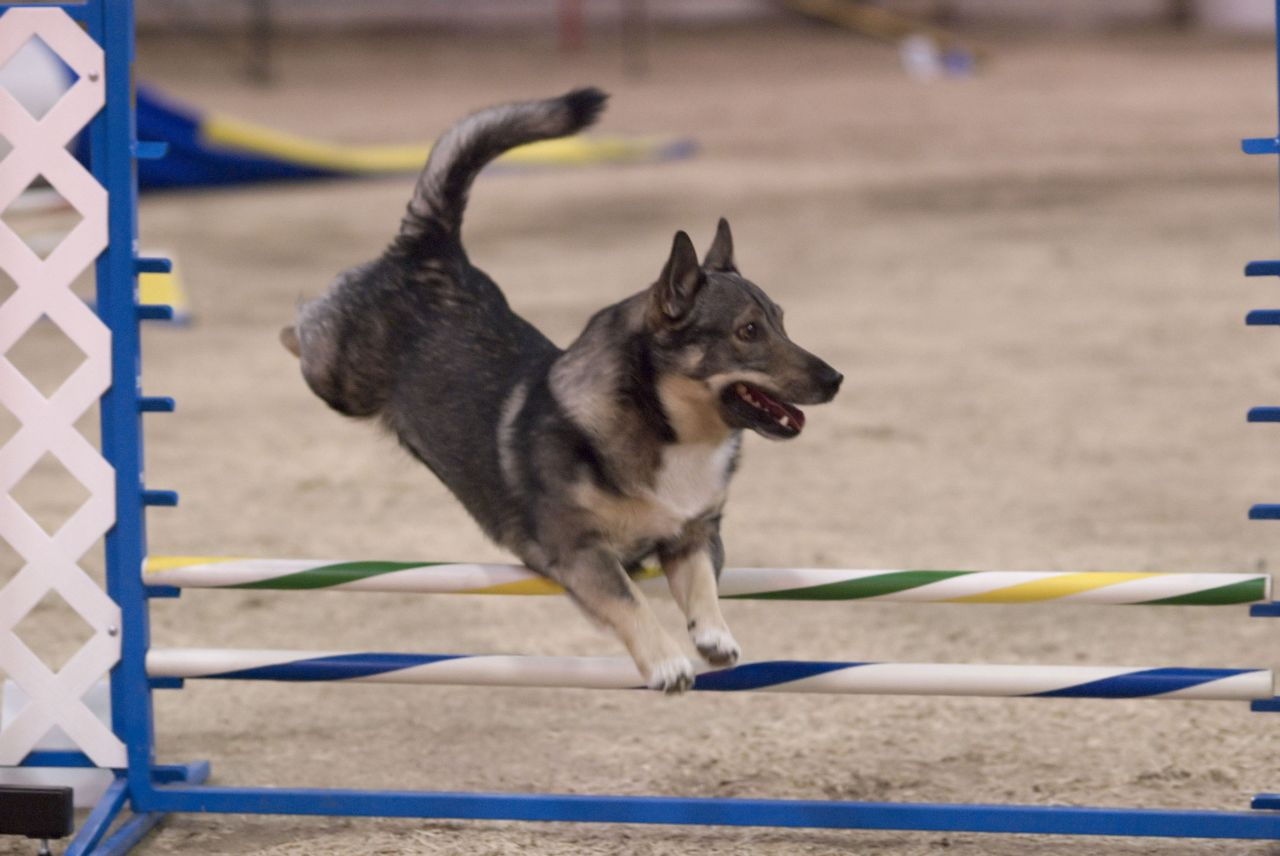
Pies Gotów podczas pokonywania przeszkody w konkurencji agility

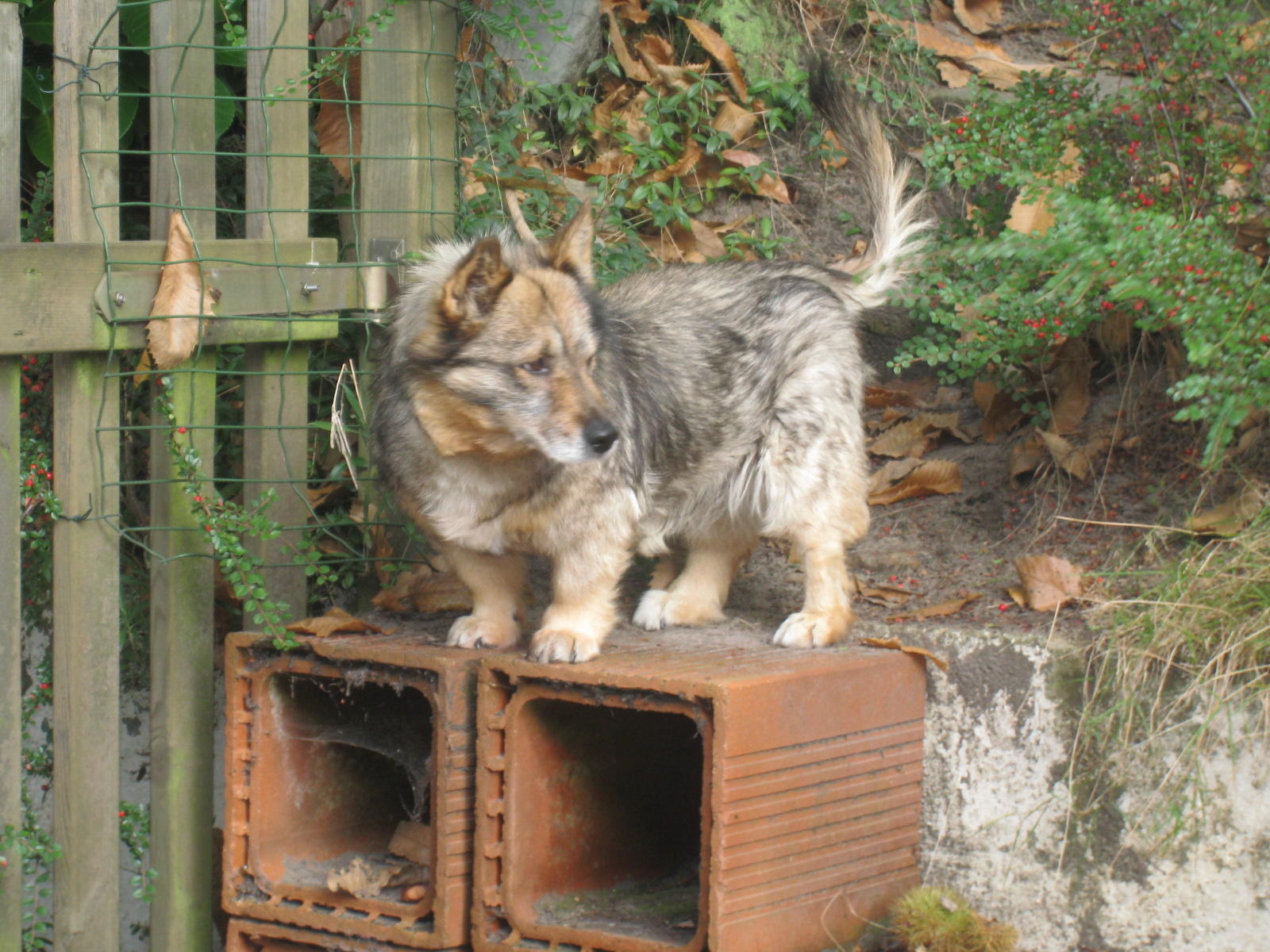
Västgötaspets – dorosły osobnik (15,5 roku)

Västgötaspets – jedna z ras psów, należąca do grupy szpiców i psów pierwotnych, zaklasyfikowana do sekcji północnych szpiców pasterskich. Nie podlega próbom pracy.

## Rys historyczny
Nazwa Västgötaspets oznacza psa zachodnich Gotów i jest uznana przez FCI jako nazwa rdzennej, szwedzkiej rasy psów pierwotnie pochodzących z rejonów jezior Wener oraz Wetter, w południowej Szwecji. Tereny te były zamieszkane przez ludzi w młodszej epoce kamienia i brązu, a pozostałości rysunków naskalnych są dowodem na wykorzystywanie przez człowieka psów do polowań. Na skutek postępującej szybko i niezależnie od regionu świata chondrodystrofi, dziedziczonej dominująco, rodzime psy zaczęły posiadać krótsze kończyny.
Dawniej Västgötaspets, hodowany głównie przez chłopstwo na Gotlandii, był wykorzystywany także jako pies zaganiający bydło, pies stróżujący oraz jako szczurołap.
Do uznania Västgötaspets’a jako rasy przyczynił się hrabia Björn von Rosen, który w latach 40. XX wieku dokonywał spisu psów jednolitych w typie, występujących w okolicach Vary. Osobniki te stały się później bazą wyjściową dla rozpoczęcia regularnej, zarejestrowanej hodowli Vallhundów.

## Wygląd
Västgötaspets jest psem niewielkich rozmiarów, krótkonożnym. Ważną proporcją jest stosunek wysokości do długości tułowia, który wynosi 2:3. Połowa populacji tych psów rodzi się ze zredukowanym ogonem.
Fakt, że zaklasyfikowano szwedzkiego Vallhunda do grupy szpiców nordyckich (przez dawniejszych autorów, tj. Strebel, Fitzinger), według Hänsa Räbera nie oznacza właściwej przynależności do grupy tych psów. Twierdzi on, że cechy charakterystyczne dla szpiców, takie jak: „kwadratowa budowa ciała, zakręcony ogon, czy mniej lub bardziej długi włos” nie są właściwe dla typowego Valhunda, który za to posiada „głowę owczarka, szczątkowy ogona, a także jest pozbawiony instynktu polowania”. Z tego też powodu Räber określa psa Gotów i spokrewnione z nim dwie rasy Welsh Corgi, a także Lancashire Heelera, jako psy zaliczane do owczarków krótkonożnych.

### Szata i umaszczenie
Najczęściej spotykanym umaszczeniem jest umaszczenie szare z ciemnymi końcami włosa, spotykane jest także piaskowe, brązowożółte, czerwonorude, niebieskoszare i pręgowane. Mogą także występować białe znaczenia. Sierść posiada włos twardy, przylegający i w miarę krótki, dłuższy włos występuje w okolicach klatki piersiowej, na szyi oraz z tyłu tylnych kończyn.

## Zachowanie i charakter
Pies Gotów jest rasą energiczną, czujną z dużą potrzebą codziennej dawki ruchu. Odważny i inteligentny sprawdza się w sportach kynologicznych, takich jak agility. Skory do zabaw, nieagresywny.

## Użytkowość
Współcześnie Vallhund jest psem rodzinnym, do towarzystwa.

## Zdrowie i pielęgnacja
Jest to rasa łatwa i nie wymagająca specjalnej pielęgnacji, odporna na choroby oraz trudne warunki pogodowe.

## Popularność i występowanie
W Szwecji Västgötaspets jest rasą średnio popularną, jest hodowany nielicznie także poza granicami swojego rodzimego kraju. W Polsce jest rasą unikatową, rzadko spotykaną na wystawach. W Polsce w lutym 2012 roku były zarejestrowane w jednym z oddziałów ZKwP dwa osobniki tej rasy.